# Stan Jonathan
Stanley Carl „Stan“ Jonathan (* 5. September 1955 in Ohsweken, Ontario) ist ein ehemaliger kanadischer Eishockeyspieler, der im Verlauf seiner aktiven Karriere zwischen 1972 und 1983 unter anderem 474 Spiele für die Boston Bruins und Pittsburgh Penguins in der National Hockey League (NHL) auf der Position des linken Flügelstürmers bestritten hat. Jonathan, der in den Jahren 1977 und 1978 mit den Boston Bruins jeweils die Finalserie um den Stanley Cup erreichte, feierte seinen größten Karriereerfolg im Trikot der Dayton Gems aus der International Hockey League (IHL) mit dem Gewinn des Turner Cups im Jahr 1976.

## Karriere
Jonathan verbrachte seine Juniorenzeit zwischen 1972 und 1975 bei den Peterborough Petes, mit denen er in der Ontario Hockey Association (OHA) bzw. Ontario Major Junior Hockey League (OMJHL) spielte. Im Verlauf der drei Spielzeiten steigerte sich der Flügelstürmer kontinuierlich, wurde ins Third All-Star Team der Liga berufen und folglich im NHL Amateur Draft 1975 in der fünften Runde an 86. Position von den Boston Bruins aus der National Hockey League (NHL) als auch im WHA Amateur Draft 1975 in der achten Runde an 103. Stelle von den Indianapolis Racers aus der zu dieser Zeit mit der NHL in Konkurrenz stehenden World Hockey Association (WHA) ausgewählt.
Nach der Beendigung seiner Zeit bei den Junioren unterzeichnete der Kanadier einen Vertrag bei den Boston Bruins. In seiner ersten Profispielzeit debütierte er zwar auch für Boston in der NHL, lief den Großteil der Saison 1975/76 aber bei deren Farmteam, den Dayton Gems aus der International Hockey League (IHL), auf. Als Topscorer der Playoffs führte der Rookie das Team zum Gewinn des Turner Cups. Darüber hinaus bescherten ihm seine insgesamt 94 Scorerpunkte, davon 21 in den Playoffs, die Ernennung ins First All-Star Team der IHL sowie zur folgenden Spielzeit einen festen Platz im NHL-Kader Bostons. Jonathan verbrachte die folgenden sechs Spieljahre als Stammspieler in Boston und erreichte mit dem Franchise in den Jahren 1977 und 1978 jeweils die Finalserie um den Stanley Cup, blieb dabei aber erfolglos. Seine beste Spielzeit hatte er dabei in der Saison 1977/78, als er eine Sturmreihe mit Gregg Sheppard und Don Marcotte bildete und in 68 Einsätzen 52 Punkte sammelte. Nach einer von Verletzungen geprägten Folgesaison konnte er sein Leistungsniveau aus dieser Spielzeit nicht mehr erreichen.
Kurz nach dem Beginn des Spieljahres 1982/83 endete Jonathans Zeit in der Organisation der Bruins nach etwas mehr als sieben Jahren. Der 27-Jährige wurde an den Ligakonkurrenten Pittsburgh Penguins verkauft. Zwar begann er die Saison im NHL-Kader der Penguins, wurde jedoch kurz nach Jahresbeginn 1983 zum Kooperationspartner Baltimore Skipjacks in die American Hockey League (AHL) geschickt. Anschließend beendete er seine aktive Karriere.

### International
Für sein Heimatland nahm Jonathan mit der kanadischen U20-Nationalmannschaft an der ersten, inoffiziellen Junioren-Weltmeisterschaft 1974 im sowjetischen Leningrad teil. Der Stürmer kam in allen fünf Turnierspielen zum Einsatz, blieb dabei aber punktlos. Die Kanadier sicherten sich am Turnierende die Bronzemedaille.

## Erfolge und Auszeichnungen
- 1975 OMJHL Third All-Star Team
- 1976 Turner-Cup-Gewinn mit den Dayton Gems
- 1976 Topscorer der IHL-Playoffs
- 1976 IHL First All-Star Team

### International
- 1974 Bronzemedaille bei der Junioren-Weltmeisterschaft

## Karrierestatistik

### International
Vertrat Kanada bei:
- Junioren-Weltmeisterschaft 1974

(Legende zur Spielerstatistik: Sp oder GP = absolvierte Spiele; T oder G = erzielte Tore; V oder A = erzielte Assists; Pkt oder Pts = erzielte Scorerpunkte; SM oder PIM = erhaltene Strafminuten; +/− = Plus/Minus-Bilanz; PP = erzielte Überzahltore; SH = erzielte Unterzahltore; GW = erzielte Siegtore; 1 Play-downs/Relegation; Kursiv: Statistik nicht vollständig)